# Dominic Inglot
Dominic Inglot nació en Londres, Inglaterra y es un tenista profesional. Es integrante del Equipo de Copa Davis de Gran Bretaña.

## Carrera
Aprendió a jugar al tenis en la Escuela de San Benito en la Universidad de Virginia, en Virginia. En la escuela secundaria jugó voleibol y fue el capitán del equipo de Voleibol de Londres, también recibió honores en el mundo académico en 2001-02. Su madre es Elizabeth y su padre es Andrei Inglot que solía jugar al fútbol profesional en Polonia. También tiene un hermano menor llamado Alex. 
En 2004 fue elegido para servir como el doble de tenis para el actor Paul Bettany quien representó a un tenista británico que ganó Wimbledon con una entrada de comodín en la película Wimbledon.

## Títulos ATP (14; 0+14)

### Dobles (14)
| Leyenda                         |
| Grand Slam (0)                  |
| ATP Wourld Tour Finals (0)      |
| ATP Masters 1000 World Tour (0) |
| ATP World Tour 500 series (3)   |
| ATP World Tour 250 series (11)  |

| Nº  | Fecha                    | Torneo           | Superficie    | Pareja               | Oponentes en la final           | Resultado              |
| 1.  | 5 de agosto de 2012      | Washington       | Dura          | Treat Conrad Huey    | Kevin Anderson Sam Querrey      | 7-6(7), 6-7(9), [10-5] |
| 2.  | 27 de octubre de 2013    | Basilea          | Dura (i)      | Treat Conrad Huey    | Julian Knowle Oliver Marach     | 3-6, 6-3, [10-4]       |
| 3.  | 30 de junio de 2014      | Eastbourne       | Hierba        | Treat Conrad Huey    | Alexander Peya Bruno Soares     | 7–5, 5–7, [10–8]       |
| 4.  | 29 de agosto de 2015     | Winston-Salem    | Dura          | Robert Lindstedt     | Eric Butorac Scott Lipsky       | 6-2, 6-4               |
| 5.  | 25 de junio de 2016      | Nottingham       | Hierba        | Daniel Nestor        | Ivan Dodig Marcelo Melo         | 7-5, 7-6(4)            |
| 6.  | 25 de septiembre de 2016 | San Petersburgo  | Dura (i)      | Henri Kontinen       | Andre Begemann Leander Paes     | 4-6, 6-3, [12-10]      |
| 7.  | 15 de abril de 2017      | Marrakech        | Tierra batida | Mate Pavić           | Marcel Granollers Marc López    | 6-4, 2-6, [11-9]       |
| 8.  | 29 de abril de 2018      | Budapest         | Tierra batida | Franko Škugor        | Matwé Middelkoop Andrés Molteni | 6-7(8), 6-1, [10-8]    |
| 9.  | 6 de mayo de 2018        | Estambul         | Tierra batida | Robert Lindstedt     | Ben McLachlan Nicholas Monroe   | 3-6, 6-3, [10-8]       |
| 10. | 16 de junio de 2018      | 's-Hertogenbosch | Hierba        | Franko Škugor        | Raven Klaasen Michael Venus     | 7-6(3), 7-5            |
| 11. | 28 de octubre de 2018    | Basilea          | Dura (i)      | Franko Škugor        | Alexander Zverev Mischa Zverev  | 6-2, 7-5               |
| 12. | 15 de junio de 2019      | 's-Hertogenbosch | Hierba        | Austin Krajicek      | Marcus Daniell Wesley Koolhof   | 6-4, 4-6, [10-4]       |
| 13. | 28 de julio de 2019      | Atlanta          | Dura          | Austin Krajicek      | Bob Bryan Mike Bryan            | 6-4, 6-7(5), [11-9]    |
| 14. | 16 de febrero de 2020    | Nueva York       | Dura (i)      | Aisam-ul-Haq Qureshi | Steve Johnson Reilly Opelka     | 7-6(5), 7-6(6)         |

#### Finalista (12)
| Nº  | Fecha                    | Torneo           | Superficie    | Pareja               | Oponentes en la final           | Resultado           |
| 1.  | 15 de abril de 2012      | Houston          | Tierra batida | Treat Conrad Huey    | James Blake Sam Querrey         | 6-7(14), 3-6        |
| 2.  | 28 de octubre de 2012    | Basilea          | Dura (i)      | Treat Conrad Huey    | Daniel Nestor Nenad Zimonjić    | 5-7, 7-6(4), [5-10] |
| 3.  | 25 de mayo de 2013       | Düsseldorf       | Tierra batida | Treat Conrad Huey    | Andre Begemann Martin Emmrich   | 5-7, 2-6            |
| 4.  | 24 de agosto de 2013     | Winston-Salem    | Dura          | Treat Conrad Huey    | Daniel Nestor Leander Paes      | 6-7(10), 5-7.       |
| 5.  | 23 de septiembre de 2013 | San Petersburgo  | Dura (i)      | Denis Istomin        | David Marrero Fernando Verdasco | 6-7(6), 3-6         |
| 6.  | 8 de febrero de 2015     | Montpellier      | Dura (i)      | Florin Mergea        | Marcus Daniell Artem Sitak      | 3-6, 6-4, [14-16]   |
| 7.  | 11 de junio de 2016      | 's-Hertogenbosch | Hierba        | Raven Klaasen        | Mate Pavić Michael Venus        | 6-3, 3-6, [9-11]    |
| 8.  | 26 de febrero de 2017    | Marsella         | Dura (i)      | Robin Haase          | Julien Benneteau Nicolas Mahut  | 4-6, 7-6(9), [5-10] |
| 9.  | 25 de febrero de 2018    | Marsella         | Dura (i)      | Marcus Daniell       | Raven Klaasen Michael Venus     | 7-6(2), 3-6, [4-10] |
| 10. | 4 de agosto de 2019      | Los Cabos        | Dura          | Austin Krajicek      | Romain Arneodo Hugo Nys         | 5-7, 7-5, [14-16]   |
| 11. | 9 de febrero de 2020     | Montpellier      | Dura (i)      | Aisam-ul-Haq Qureshi | Nikola Čačić Mate Pavić         | 4-6, 7-6(4), [4-10] |
| 12. | 2 de mayo de 2021        | Estoril          | Tierra batida | Luke Bambridge       | Hugo Nys Tim Puetz              | 5-7, 6-3, [3-10]    |

## ATP Challenger Tour

### Dobles
| Nº | Fecha       | Torneo                        | Superficie | Pareja            | Oponentes en la final            | Resultado            |
| 1. | 02.08.2010  | Challenger de Vancouver       | Dura       | Treat Conrad Huey | Ryan Harrison Jesse Levine       | 6–4, 7–5             |
| 2. | 09.08.2010] | Challenger de Binghamton      | Dura       | Treat Conrad Huey | Scott Lipsky David Martin        | 5–7, 7–6(2), [10–8]  |
| 3. | 31.10.2001  | Challenger de Charlottesville | Dura (i)   | Treat Conrad Huey | John Paul Fruttero Raven Klaasen | 4–6, 6–3, [10–7]     |
| 4. | 06.02.2012  | Challenger de Dallas          | Dura (i)   | Chris Eaton       | Nicholas Monroe Jack Sock        | 7–6(2), 6–4, [19–17] |
| 5. | 05.06.2012  | Challenger de Nottingham      | Hierba     | Treat Conrad Huey | Jonathan Marray Frederik Nielsen | 6–4, 6–7(9), [10–8]  |